# シトロエン・Cエアプレイ

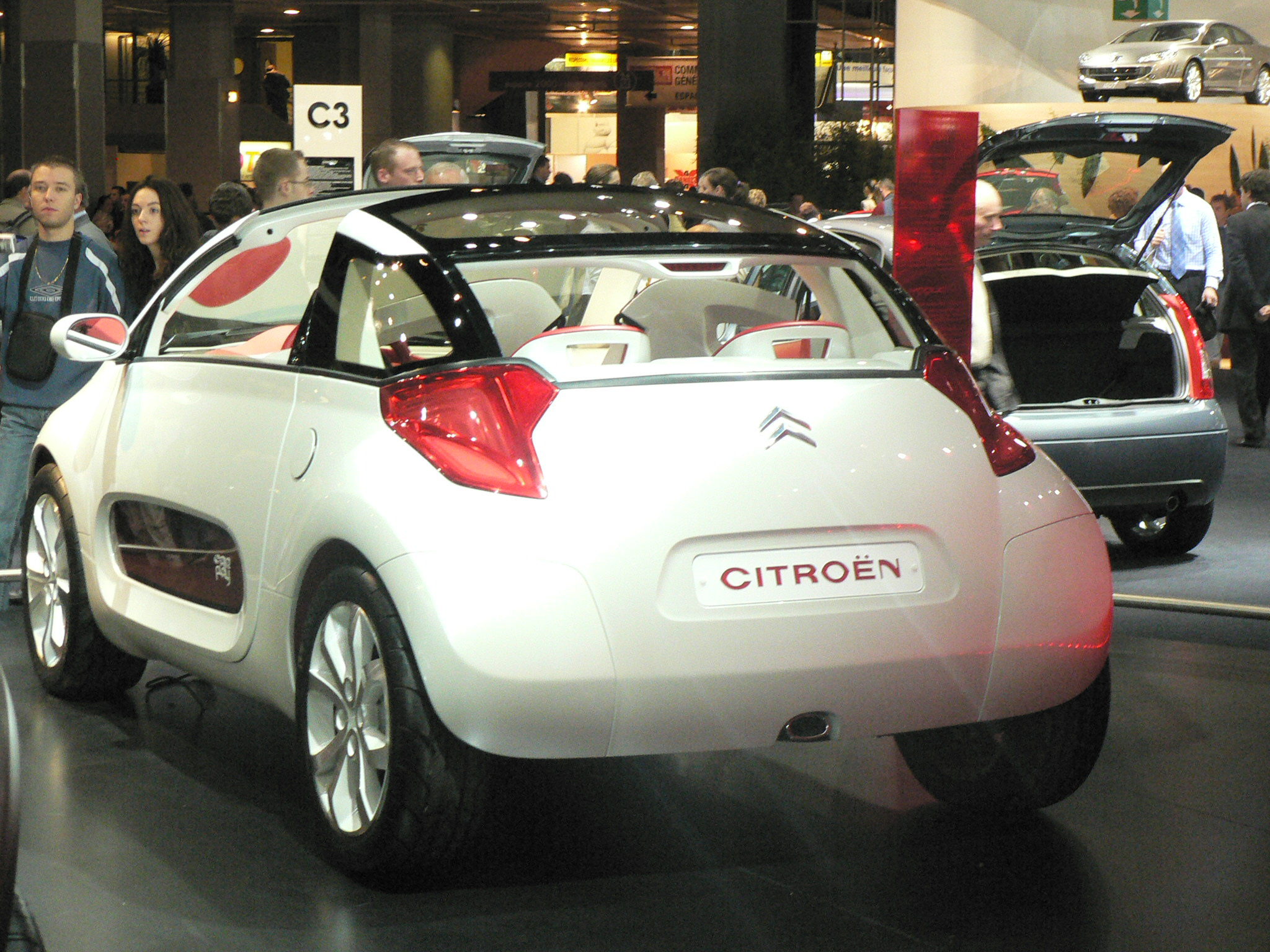
後部

シトロエン・Cエアプレイ (Citroën C-AIRPLAY)は、シトロエンが設計したコンセプトカーで、2005年のボローニャモーターショーで初公開され、2006年の英国国際モーターショーでも展示された。

## 概要
3ドア4人乗りの小型車で、フィアット500に似た少し丸みを帯びたボディシェイプをしている。デザインの特徴としては、ドア下半分に着色ガラスが使用されている点が挙げられる。このクルマはシトロエン・C-バギーに酷似している。

## 備考
2011年に、シトロエン・C3（２代目）の限定車種として、C3 AIRPLAY (エアプレイ) の名称を施した限定車両が発売となったことがある。